# Klassiekers met Kleinsma
Klassiekers met Kleinsma is een Nederlands televisieprogramma van Omroep MAX. In het programma ontvangt Simone Kleinsma een collega uit de kleinkunstwereld waarmee ze de mooiste liedjes en de klassiekers uit de Nederlandse kleinkunst bespreekt. Ook zingt ze samen met de gast een lied. Ze wordt daarbij live begeleid door een band onder leiding van Bernd van den Bos.

## Gasten

### Seizoen 1 (2021)
- André van Duin (4 juli);
- Jörgen Raymann (11 juli);
- Brigitte Kaandorp (18 juli);
- Jenny Arean (25 juli);
- Stef Bos (1 augustus);
- Paul de Leeuw (8 augustus).

### Seizoen 2 (2022)
- Van der Laan & Woe (Niels van der Laan en Jeroen Woe) (19 juni);
- Youp van 't Hek (26 juni);
- Edsilia Rombley (3 juli);
- Lenny Kuhr (10 juli);
- Yentl en de Boer (Yentl Schieman en Christine de Boer) (17 juli);
- Gerard Cox (24 juli).

### Seizoen 3 (2023)
- Loes Luca (26 mei);
- Veldhuis & Kemper (Remco Veldhuis en Richard Kemper) (2 juni);
- Ruth Jacott (9 juni);
- Jon van Eerd (16 juni);
- Gordon Heuckeroth (23 juni);
- Tineke Schouten (30 juni).

### Seizoen 4 (2024)
- Claudia de Breij (8 december);
- Tania Kross (15 december);
- Frans Mulder (22 december);
- Herman van Veen (29 december)[1] [2].